# 서사호
서사호(徐師昊)는 공민왕 19년에 명 태조의 명을 받아 온 도사이다. 그는 고려에 와서 산천에 제사를 지냈는데, 전도에는 마음이 없고 명 태조의 위엄을 선전하기에만 바빠 비석을 회빈문(會貧門) 밖에 세웠다고 한다.